# Абдулаев, Рамазан Хажович
Рамазан Хажович Абдулаев (род. 30 апреля 1998, Тляратинский район, Дагестан) — российский дзюдоист, победитель чемпионата России по дзюдо. Мастер спорта России международного класса.

## Спортивная карьера
В апреле 2017 года в Санкт-Петербурге стал победителем открытого Кубка Европы среди юниоров. В сентябре 2017 года стал победителем Международного турнира памяти Турпал-Али Кадырова в Грозном. В ноябре 2017 года в составе сборной России стал бронзовым призёром чемпионата мира среди смешанных команд юниоров. В сентябре 2019 года стал бронзовым призёром чемпионата России в Назрани. В ноябре 2019 года победил на первенстве Европы по дзюдо среди юниоров до 23 лет в Ижевске. В октябре 2021 стал серебряным призёром юбилейного 50-го турнира большого шлема в Париже. 4 июня 2024 года стало известно, что Абдулаев примет участие на Олимпиаде в Париже.

## Спортивные результаты
- Первенство Европы по дзюдо 2019 до 23 лет — ;
- Чемпионат России по дзюдо 2021 — ;
- Дзюдо на Всероссийской спартакиаде 2022 — ;
- Турнир Большого шлема по дзюдо 2023 (Баку) — ;
- Гран-при по дзюдо 2023 (Душанбе) — ;